# بحر الرجز

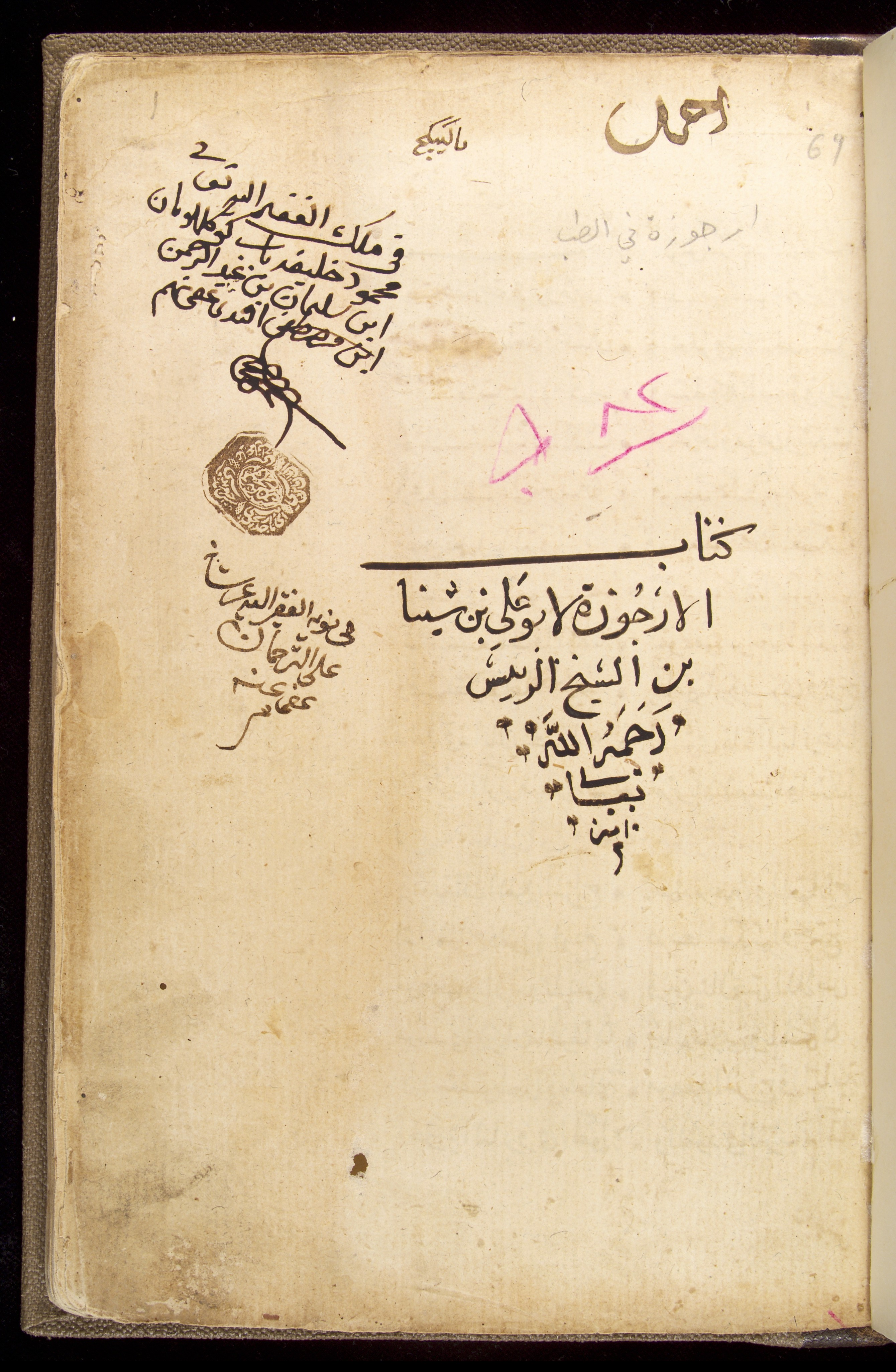

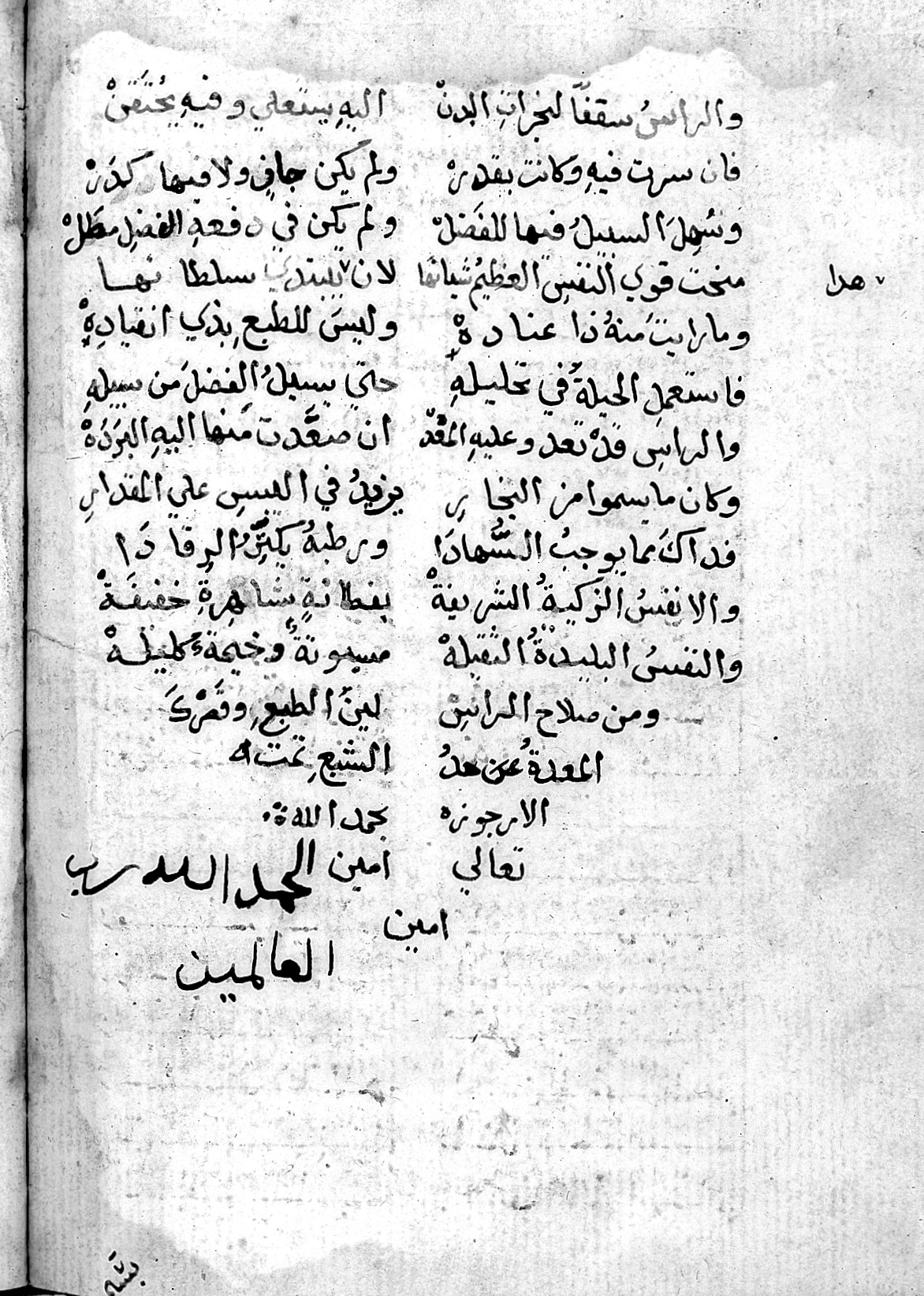
مخطوط عربي نهايته «تمت الأرجوزة»

بَحْرُ الرَّجَز هو بحر معروف من بحور الشعر العربي، وتسمى قصائده الأراجيز ومفردها أرجوزة، ويسمى قائله: راجزا. والرجز بفتح الجيم هو داء يصيب الإبل ترتعش منه أفخاذها عند قيامها ولذلك أطلق على هذا البحر من الشعر رجزا لأنه تتوالى فيه الحركة والسكون، ثم الحركة والسكون، وهو يشبه في هذا بالرجز في رجل الناقة ورعشتها حين تصاب بهذا الداء فهي تتحرك وتسكن، ثم تتحرك وتسكن، ويقال لها حينئذ رجزاء. وقد كان شعر الرجز منتشرا في الجاهلية والإسلام، وكتبوا به كثيرا من أشعارهم وسجلوا به أنسابهم وأحسابهم.

## خصائصه
وزن بحر الرجز التام هو:
«وهو يستعمل تاماً فتبقى له تفاعيله الست، ومجزوءاً فتبقى على أربع، ومشطوراً فيبقى على ثلاث، ومنهوكاً فيبقى على ثنتين، وتتحد أعاريضه وأضربه في الصحة فله على ذلك أربع أعاريض وأربعة أضرب، وتزيد العروض التامة ضرباً آخر غير الصحيح، وهو المقطوع الذي تصير فيه مستفعلن إلى مستفعلْ وتحول إلى مفعولن».
وشعر الرجز في أصله فن شعبي امتاز عن غيره من فنون الأدب بغرابة ألفاظه ووحدة موسيقاه، حيث جاء بعضها من البادية فكانت غريبة على أهل الحضر، وقد جاء كثير من الكلمات واشتقاقاتها لضرورة الوزن والقافية دون الاعتماد على أي قاعدة لغوية. كما كان قصير العبارات ليتناسب مع الوزن القصير فكان التضمين والجمل الاعتراضية وتقطيع العبارات ظاهرة بارزة في الأراجيز. ومن أشهر الرجاز العجاج، وعنترة بن شداد، وأبو مرقال الزفيان، وأبو نخيلة الحماني، كما نظم به معلم البحار ابن ماجد بعضا من قصائده.
وقد استخدم هذا البحر الشعري في نظم العلوم الدينية والشرعية، وذلك لسهولة حفظه، وسلاسة نظمه
وهذا النوع من النظم: الشعر التعليمي، نظم علمي يخلو من العواطف، والأخيلة، ويقتصر على الأفكار، والمعلومات، والحقائق العلمية المجردة. ومثال على ذلك ألفية ابن مالك في علم النحو، وطيبة النشر في القراءات العشر لابن الجزري، في القراءات العشر وجوهر النظام في علمي الأديان والاحكام لنور الدين السالمي.

## أمثلة على بحر الرجز
ورد في ألفية ابن مالك:
ومثال آخر من متن ابن الجزري الموسوم المقدمة فيما على قارئ القرآن أن يعلمه:
ومن ارجوزة نور الدين السالمي، جوهر النظام في علمي الأديان والاحكام